# المجلة الأمريكية لإدارة الرعاية الصحية المنظمة
المجلة الأمريكية لإدارة الرعاية الصحية المنظمة (بالإنجليزية: The American Journal of Managed Care)‏ هي مجلة طبية شهرية محكمة وتنشرها إدارة الرعاية الصحية والاتصالات الصحية. ورؤساء تحريرها هم أ. مارك فيندريك، ومايكل إي. تشيرنو [الإنجليزية]. وفي عام 2020، كان لها عامل تأثيرها قدره 2.229.